# Sin Episodes
Sin Episodes (stylisé SiN Episodes) est la suite de Sin, développée par Ritual Entertainment. Le jeu se présente sous la forme d'épisodes distribués par Steam. Le jeu utilise le Source Engine de Valve Software.

## Accueil
- Jeuxvideo.com : 12/20[1]